# 高島照治
高島 照治（たかしま てるじ、1924年1月18日 - 2006年3月17日）は、日本の農業家、政治家。主な役職に群馬県議会議長、群馬県議会議員、嬬恋村議会議員、日本ホルスタイン登録協会会長など。

## 略歴
大正13年（1924年）、群馬県草津町に生まれる。長野県小諸商業高等学校卒業。

### 開拓農家として
太平洋戦争終結後復員すると、1946年（昭和21年）に嬬恋村（群馬県吾妻郡）に入植し、仙之入開拓農協（全国開拓農業協同組合連合会参照）を設立して組合長に就任した。
群馬県の畜産に関する様々な団体の要職を歴任したほか、1984年（昭和59年）からは日本ホルスタイン登録協会の会長を務め、牛の個体識別システムの導入に携わった。また、国と県のパイロット事業として1400ヘクタールの農地造成に功績があり、1979年（昭和54年）には酪農への貢献により黄綬褒章を受章した。

### 政治家として
昭和30年（1955年）に嬬恋村の村議会議員に当選。昭和38年（1963年）からは8期連続で群馬県議会議員を務め、県議会副議長（任期：1976-1977年）、議長（任期：1983-1984年）、自由民主党群馬県支部連合会幹事長などを歴任した。
この間、国道145号の全面舗装化を実現させた。嬬恋村と長野原町には独立した高校がなく、群馬県立中之条高等学校の分校があるのみだったのを、1968年（昭和43年）に群馬県立嬬恋高等学校・群馬県立長野原高等学校として独立させるのに貢献した。
このほか八ッ場ダム問題、下水道の集中処理施設設置問題、県議会の定数削減問題などにあたった。一連の行政への功績が認められ、1985年（昭和60年）に藍綬褒章、1996年（平成8年）に勲三等旭日章を受章した。

### 年表
- 1946年（昭和21年） - 群馬県吾妻郡嬬恋村に入植[3][2]
- 1955年（昭和30年） - 嬬恋村村議会議員に初当選[1]
- 1963年（昭和38年） - 群馬県議会議員に初当選[3]
- 1970年（昭和45年） - 日本ホルスタイン登録協会理事に就任[3]
- 1973年（昭和48年） - 日本ホルスタイン登録協会監事に就任[3]
- 1976年（昭和51年） - 日本ホルスタイン登録協会副会長に就任[3]。群馬県議会副議長に就任[4]
- 1980年（昭和55年） - 自由民主党群馬県支部連合会幹事長に就任[2]
- 1983年（昭和58年） - 群馬県議会議長に就任[4]
- 1984年（昭和59年） - 日本ホルスタイン登録協会第8代会長に就任[3]
- 1996年（平成08年） - アジアで初めて世界ホルスタインフリージアン会議を開催する[2]
- 2004年（平成16年） - 日本ホルスタイン登録協会会長を辞任[3]
- 2006年（平成18年） - 虚血性心不全のため群馬県前橋市内の病院にて死去。享年82。[2]

## 主な役職
- 日本ホルスタイン登録協会会長[2]
- 日本ホルスタイン登録協会顧問
- 日本家畜人工授精師協会会長[3]
- 家畜登録団体中央協議会会長[3]
- 家畜個体情報管理システム推進中央協議会副会長[3]
- 全国家畜畜産物衛生指導協会理事
- 全国開拓農業協同組合連合会理事
- 中央畜産会理事[3]
- 家畜改良事業団理事[3]
- 群馬県畜産協会会長[2]
- 群馬県酪農指導検査協会会長[2]
- 群馬県家畜登録協会会長[2]
- 群馬県開拓農協連合会会長
- 群馬県食品産業協議会顧問
- 自由民主党群馬県支部連合会副会長

## 主な受賞歴
- 1979年（昭和54年） - 黄綬褒章を受章[3]
- 1985年（昭和60年） - 藍綬褒章を受章[3]
- 1996年（平成08年） - 勲三等旭日章を受章[3]

## 人物
- 自民党群馬県連幹事長、群馬県議会議長を歴任した群馬県政の大物である。福田赳夫・中曽根康弘・小渕恵三と3人の内閣総理大臣を輩出した自民党群馬県連を地元で支え続けた。
- 農業通として知られ、特に酪農分野では、日本ホルスタイン登録協会会長をはじめ、農政の中心人物として活動した。日本ホルスタイン登録協会会長在職年数は歴代会長の中で最長。晩年も農業政策の充実に使命感を燃やし、死ぬまで群馬県畜産協会会長などの要職を務めた。
- 吉川真由美と親交が深かった。高島の死を受けて、吉川は自身のブログで複雑な心境を吐露している。